# Manankalgi, Indi
Manankalgi là một làng thuộc tehsil Indi, huyện Bijapur, bang Karnataka, Ấn Độ.